# Tuğba Palazoğlu
Emine Tuğba Palazoğlu (ur. 4 grudnia 1980 w Bolu) – turecka koszykarka,  występująca na pozycji rzucającej, reprezentantka Turcji, olimpijka.

## Osiągnięcia
Stan na 21 marca 2024, na podstawie, o ile nie zaznaczono inaczej.

### NCAA
- Zaliczona do II składu All-Summit (2003)

### Drużynowe
- Mistrzyni:  
  - EuroCup (2009)
  - Turcji (2005)
- Wicemistrzyni Turcji (2007, 2010, 2011)
- 4. miejsce w:
  - Eurolidze (2015)
  - EuroCup (2014)
- Zdobywczyni:
  - Pucharu Turcji (2010, 2011, 2015)
  - Superpucharu Turcji (2006, 2008, 2014)
- Finalistka:
  - Pucharu Turcji (2005, 2007, 2009)
  - Superpucharu Turcji (2010)

### Indywidualne
(* – nagrody przyznane przez portal eurobasket.com)
- Zaliczona do*:
  - I składu zawodniczek krajowych ligi tureckiej (2012, 2013)[4][5]
  - II składu ligi tureckiej (2013)[5]
- Uczestniczka meczu gwiazd ligi tureckiej (2008, 2010)[6][7]

### Reprezentacja

#### Seniorek
- Wicemistrzyni Europy (2011)
- Brązowa medalistka mistrzostw Europy (2013)
- Uczestniczka:
  - igrzysk olimpijskich (2012 – 5. miejsce)[8][9]
  - mistrzostw:
    - świata (2014 – 4. miejsce)
    - Europy (2013, 2009 – 9. miejsce, 2011, 2013)

  - kwalifikacji:
    - olimpijskich (2012 – 1. miejsce)
    - do Eurobasketu (2007, 2009)

#### Młodzieżowe
- Uczestniczka:
  - mistrzostw Europy:
    - U–20 (2000 – 4. miejsce)
    - U–18 (1998 – 9. miejsce)

  - kwalifikacji do mistrzostw Europy U–20 (2000)